# Dave Saunders
Dave Saunders   (Seattle, 19 d'octubre de 1960) és un jugador de voleibol estatunidenc, ja retirat, que va competir durant les dècades de 1970 i 1980.
Estudià a la Universitat de Califòrnia a Los Angeles, on començà a jugar a voleibol. El 1979, 1981 i 1982 guanyà el campionat de l'NCAA amb els Bruins.
El 1984 va prendre part en els Jocs Olímpics d'Estiu de Los Angeles, on guanyà la medalla d'or en la competició de voleibol. Quatre anys més tard, als Jocs de Seül, revalidà la medalla d'or en la mateixa competició. En el seu palmarès també destaca una medalla d'or a la Copa del Món de voleibol de 1985, al Campionat del Món de voleibol de 1986 i als Jocs Panamericans de 1987.
Acabà la seva carrera professional jugant a Itàlia. El 2022 fou inclòs a l'UCLA Hall of Fame.